# El Mechira
El Mechira es un municipio (baladiyah) de la provincia o valiato de Mila en Argelia. En abril de 2008 tenía una población censada de 12 905 habitantes.
Se encuentra ubicado al noreste del país, junto a la región de Cabilia y cerca de la costa del mar Mediterráneo y al este de la capital del país, Argel.